# Linz
Linz [ˈlint͡s] es una ciudad ubicada en el noreste de Austria y atravesada por el río Danubio. Es la capital del estado federado de Alta Austria (Oberösterreich) y la tercera más poblada del país, tras Viena y Graz. Cuenta con 212 538 habitantes (enero de 2024) y un área metropolitana con aproximadamente 790 000.
En 2009 Linz fue elegida como la Capital Europea de la Cultura. Desde diciembre de 2014 ha sido miembro de la Red de Ciudades Creativas de la UNESCO (UCCN) como una Ciudad de las Artes Mediáticas. Las ciudades reciben este título para enriquecer el estilo de vida urbano a través del patrocinio y la integración exitosa del arte mediático y la participación de la sociedad en estas formas de arte electrónico.
Un eminente ciudadano fue Johannes Kepler, que pasó algunos años en la ciudad y el 15 de mayo de 1618 descubrió las tres leyes del movimiento planetario. Otro ciudadano famoso fue Anton Bruckner, que pasó los años entre 1855 y 1868, trabajando como compositor y organista local en la antigua catedral de Linz. De él recibe su nombre el auditorio Brucknerhaus. El compositor Wolfgang Amadeus Mozart compuso la Sinfonía n.º 36 (o Linz) y la Sonata para piano n.º 13 en esta ciudad en noviembre de 1783. Linz es famosa por la tarta Linzer, que es considerado el pastel más antiguo del mundo, con su primera receta que se remonta a 1653.

## Historia

### Prehistoria y Antigüedad
Alrededor de 400 a. C., numerosos asentamientos celtas se desarrollaron dentro del Danubio dentro de los límites actuales de la ciudad. Probablemente el asentamiento en el Freinberg ya era llamado de Lentos, el nombre celta para 'flexible' o 'curvo'.
En la Edad Antigua el territorio de la actual Linz formaba parte del Imperio romano. En la Notitia dignitatum, documento de la cancillería imperial, se menciona el asentamiento de Lentia. Para garantizar la conexión en el Danubio a mediados del siglo i d. C., los romanos construyeron un fuerte de madera y tierra, que fue sustituido en el siglo II por un fuerte de piedra mayor. Lentia fue destruida varias veces durante las invasiones germánicas, pero sobrevivió a las tempestades migratorias y, por lo tanto, tiene una continuidad de colonización a través de la Antigüedad tardía.

### Edad Media
Durante el Imperio carolingio, Linz recibió varias atribuciones relativas al mercado y al deber de la región de Traungau. Bajo el dominio de los Babenberg, Linz fue transformada en la ciudad proyectada, envolviendo el antiguo centro de la ciudad. Incluso políticamente tuvo un desarrollo importante: el emperador Federico III escogió a Linz como una ciudad residencial e hizo de ella el centro del Sacro Imperio Romano de 1489 a 1493.

### Edad Moderna y Contemporánea
Johannes Kepler descubrió el 15 de mayo de 1618 en Linz las tres leyes del movimiento planetario. De este astrónomo recibe su nombre la actual universidad local, la única en Austria que ha adoptado el sistema de campus.
La segunda línea ferroviaria del continente europeo, construida entre 1825 y 1832, conectaba la ciudad a Budweis y Gmunden.
El músico Anton Bruckner trabajó de 1855 a 1868 como compositor local y organista de la catedral de la ciudad. Esta función lo marcó más tarde, después compositor de sinfonías grandiosas. Hoy su nombre es cargado por una de las salas de concierto, el Brucknerhaus, así como por la Universidad Anton Bruckner para música, teatro y danza.
A mitad del siglo XIX se produjeron la industrialización y el despegue de Linz. En 1840 Ignaz Mayer fundó gran empresa siderúrgica. Asimismo, la industria textil fue otro elemento importante para la ciudad.
Adolf Hitler vio una ciudad importante en Linz durante la Segunda Guerra Mundial. La industria siderúrgica desempeñó un papel especial. También fue en esta ciudad donde en 1947 Simon Wiesenthal fundó su Centro de Documentación Judía con la intención de detener a los nazis huidos tras el fin de la guerra.
En 1996 el consejo de la ciudad decidió relatar el pasado nazi. Un trabajo científico en profundidad, realizado por los archivos municipales, cubrió el período anterior a 1938 y la desnazificación después de 1945. Linz se convirtió en la primera ciudad en Austria que examinó de cerca su pasado nazi. En mayo de 2001 siete publicaciones científicas, presentaciones en línea e innumerables conferencias fueron divulgadas a través de estos esfuerzos.

## Geografía

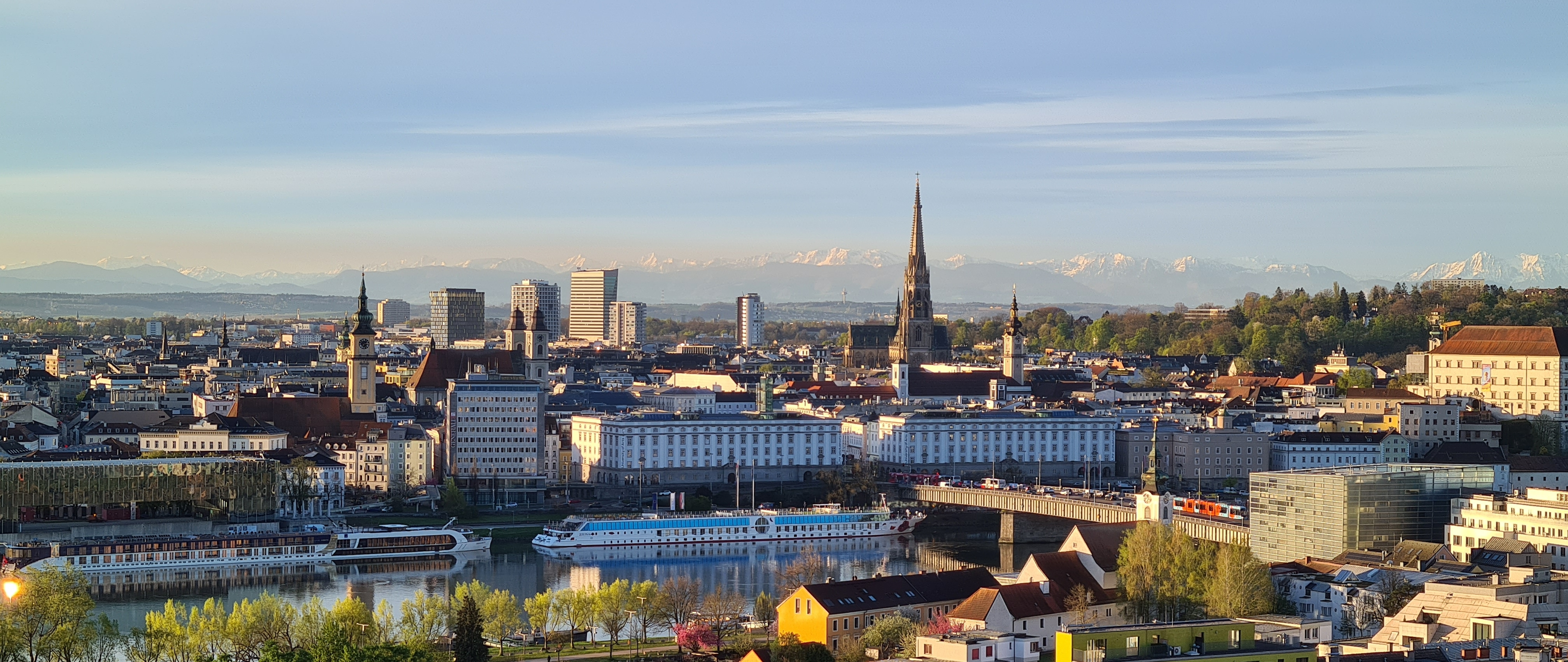
vista hacia el centro con las montañas al fondo

La ciudad se encuentra en el centro-norte de Austria, a orillas del Danubio, a mitad de camino entre Viena y Salzburgo.

## Cultura, monumentos y puntos de interés
A través de numerosas iniciativas en el sector cultural, como los eventos Klangwolke, Brucknerfest, Pflasterspektakel y Prix Ars Electronica y Ars Electronica Festival, la ciudad gradualmente adquirió una imagen en el sector cultural. Desde 2004 se celebra cada año el Festival de Cine de Europa. En 2013 se inauguró el nuevo Volksgarten, un moderno teatro y ópera. Linz fue capaz de posicionarse como una ciudad cultural excepcional con estas y muchas otras iniciativas. Correspondientemente, como ciudad universitaria, Linz también ofrece numerosos programas de estudio en el campo artístico y cultural. La ciudad fue declarada Capital Europea de la Cultura 2009. Desde 2014 es miembro de la Red de Ciudades Creativas de la UNESCO (UCCN) como una Ciudad de las Artes de los Media.
La ciudad acoge una animada escena musical y artística. Entre el Museo de Arte de Lentos y el Brucknerhaus existe el Donaulände, también llamado Kulturmeile ('milla de la cultura'). Es un parque a lo largo del río, que es utilizado principalmente por jóvenes para relajarse y encontrarse en el verano. También se utiliza para el Ars Electronica Festival y para el Stream Festival. En junio, julio y agosto el Musikpavillon está ubicado en el parque, donde bandas de diferentes estilos se presentan gratuitamente a los jueves, viernes, sábados y domingos.

### Museos

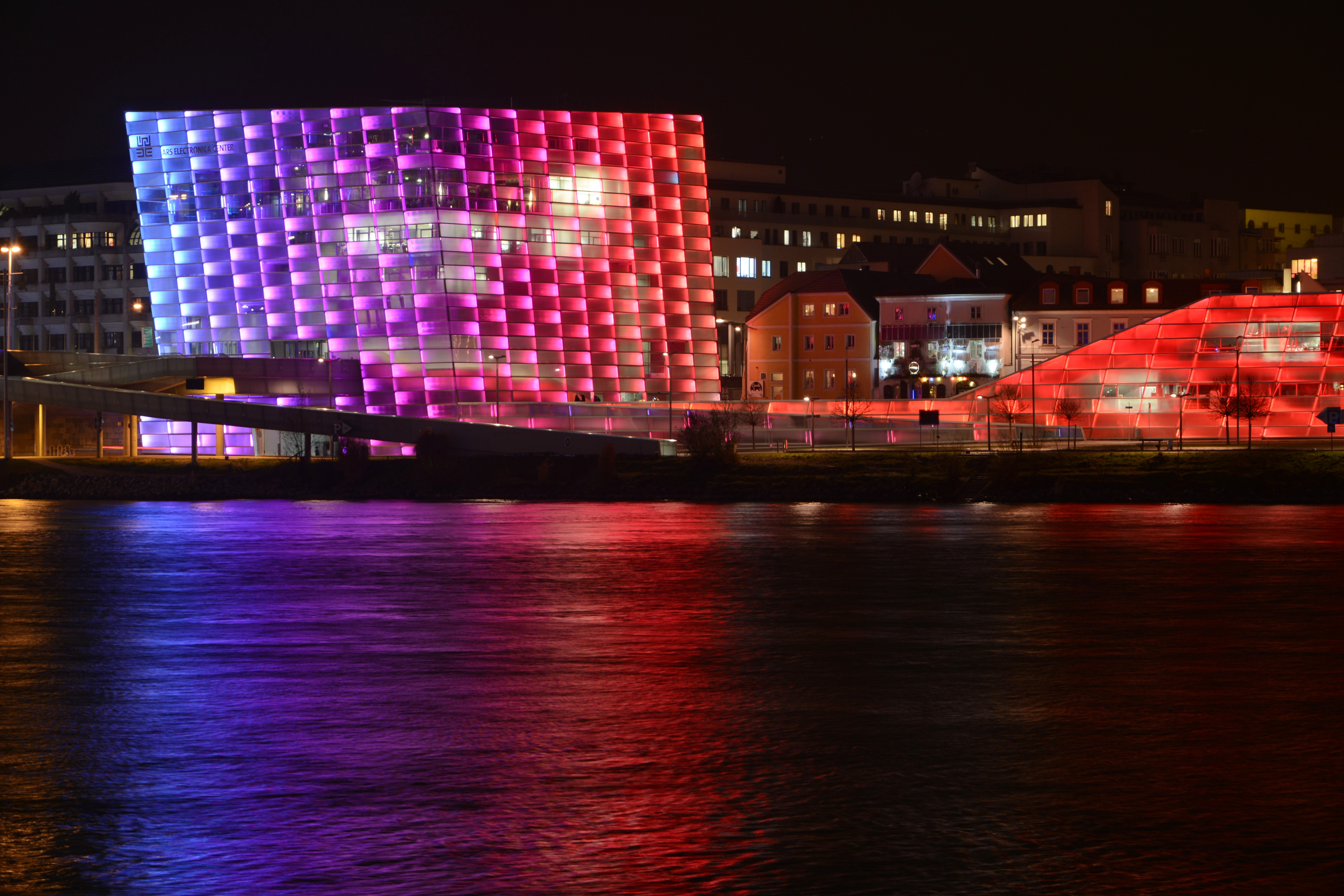
Ars Electronica Center

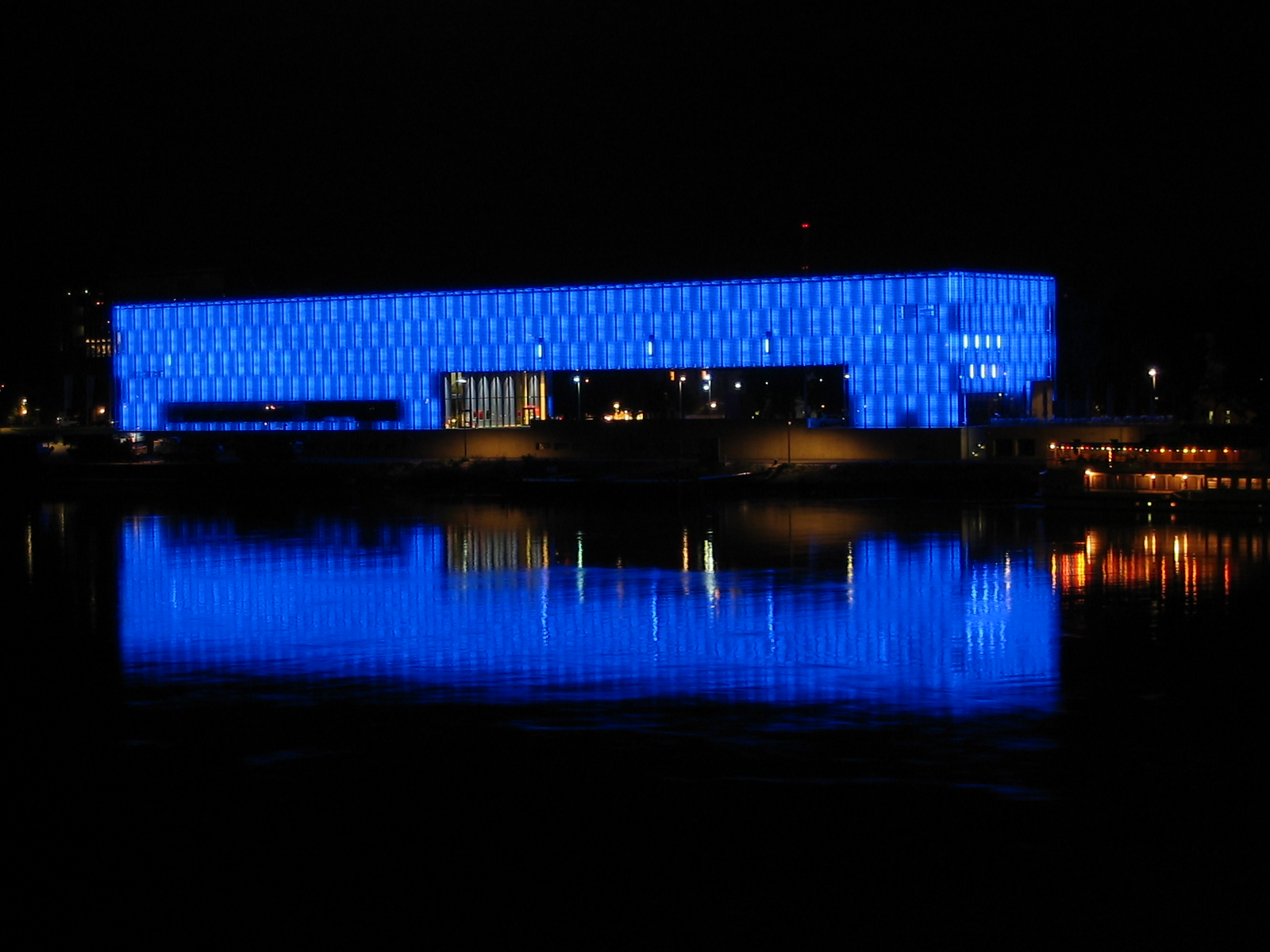
Lentos

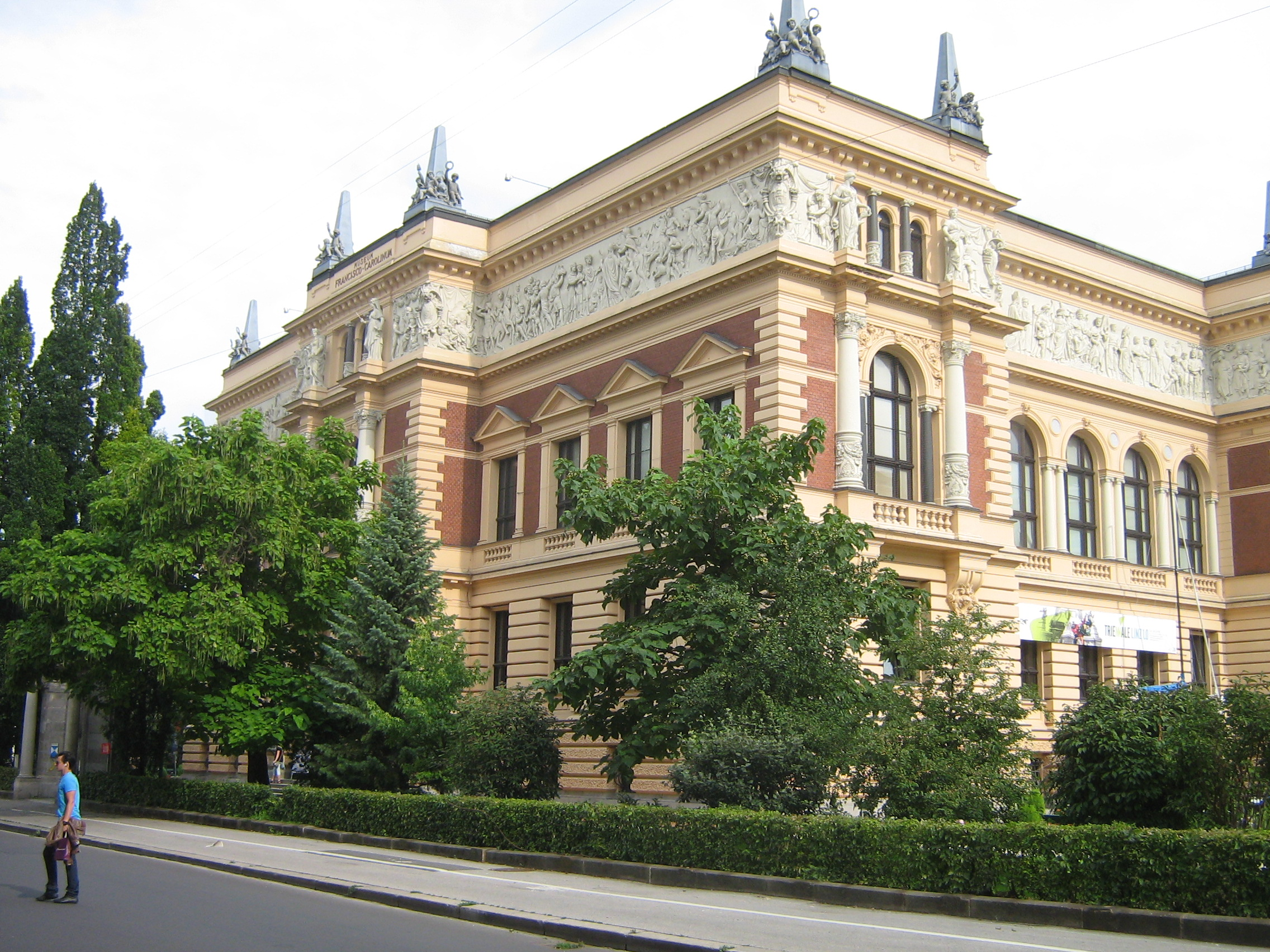
Landesgalerie

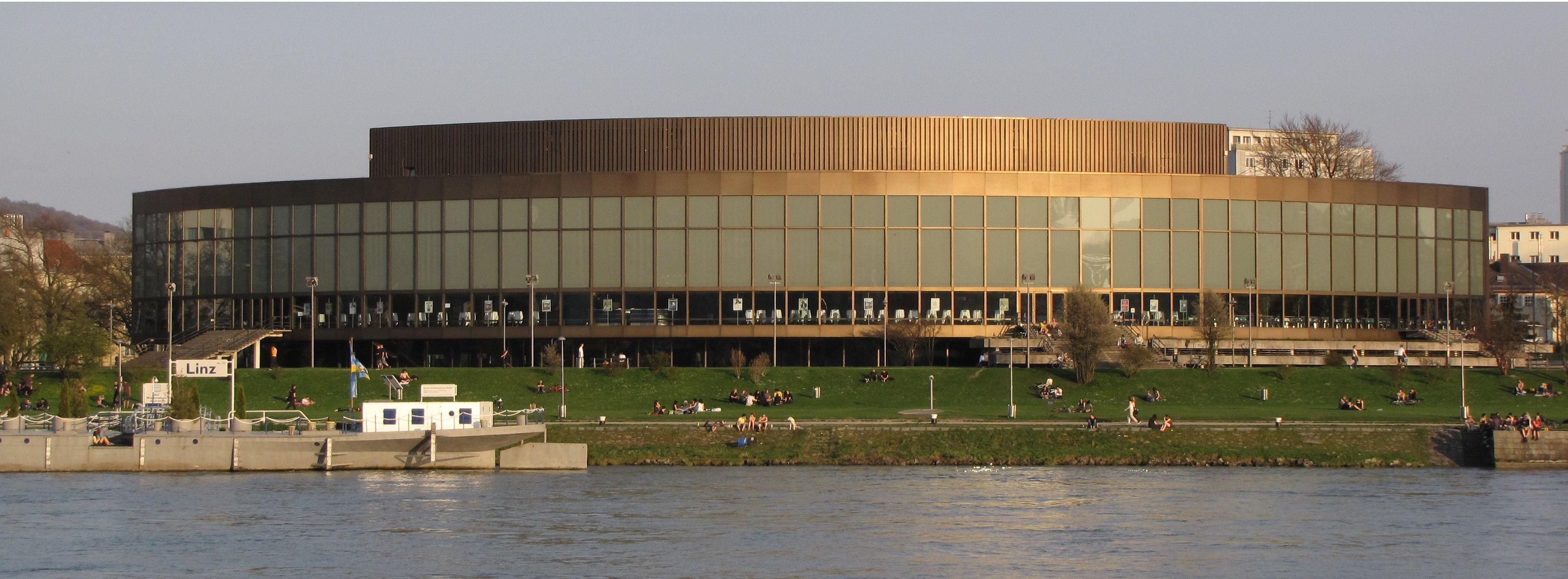
Brucknerhaus

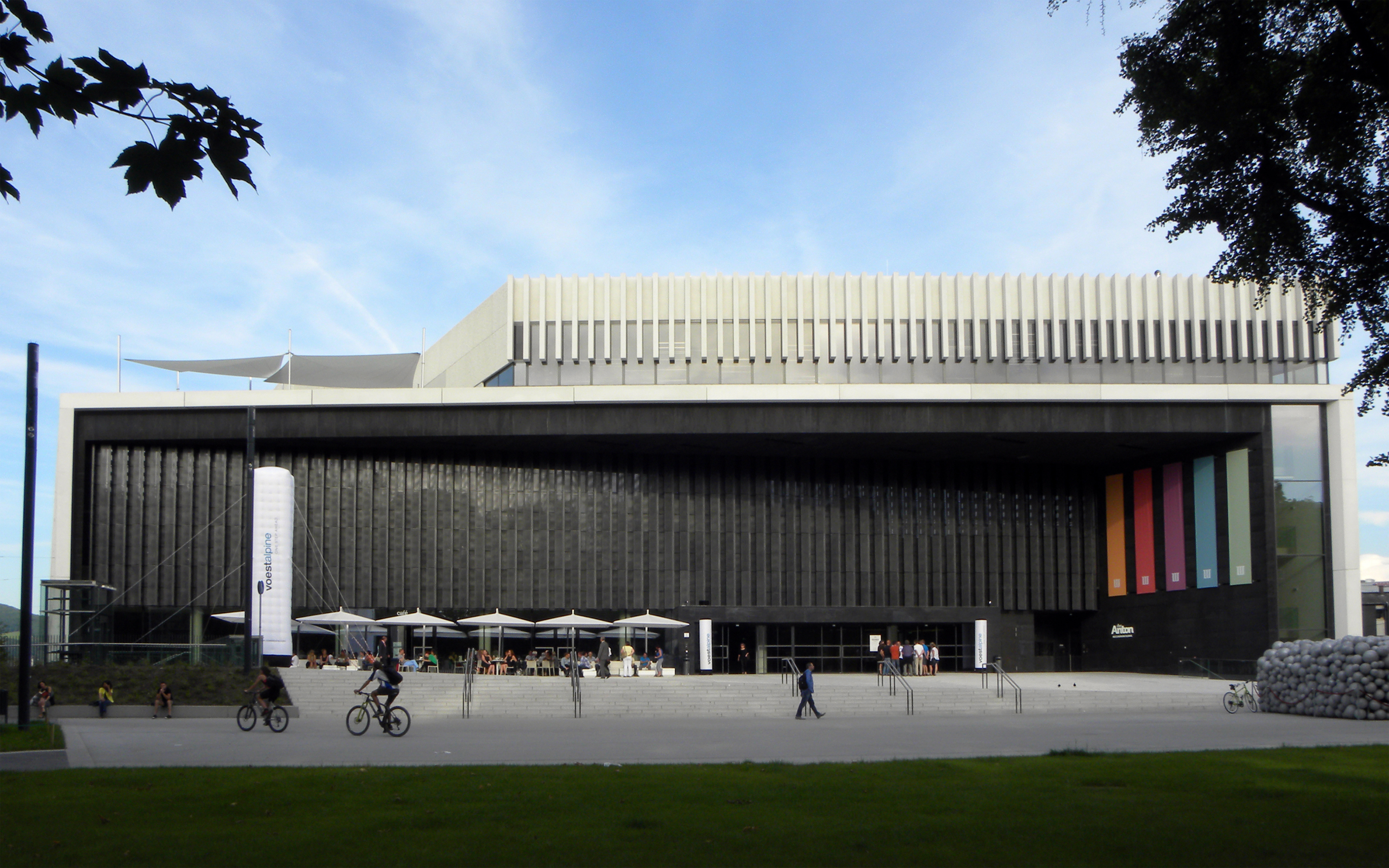
Musiktheater

- Ars Electronica Center (AEC, Museo del futuro), en la margen norte del Danubio (en el distrito Urfahr), atrae un gran encuentro de artistas techies cada año para el Festival Ars Electronica y ha sido por otros 25 años de edad.[14]
- Lentos, construido en 2003, alberga una nueva galería de artes modernas. Está situado en la orilla del sur del Danubio. El edificio está iluminado en azul, rosa y púrpura durante la noche.[15]
- Museo Nórdico, museo de la ciudad de Linz. El nombre Nórdico se adjunta al edificio desde 1675, los jesuitas establecieron su casa de educación para jóvenes de los países nórdicos.[16]
- Museo Regional, Landesgalerie / Francisco-Carolinum, define nuevas tendencias en el arte, integrando en la historia del arte del siglo XX.
- Museo del castillo, Schlossmuseum, con una colección de la historia cultural de Linz.
- Centro de Biología Linz-Dornach: Colección de Historia Natural.
- StifterHaus fue la casa de vivienda de Adalbert Stifter (1805-1868) que reunió a Adalbert Stifter-Institute y el Literaturhaus OÖ con demostraciones.
- O.K. (Offenes Kulturhaus) Centro de Arte Moderno (Centrum für Moderne Kunst): una institución de arte que muestra las tendencias contemporáneas del arte moderno.
- Zahnmuseum: Museo para el Desarrollo de la Odontología y Tecnología Odontológica, cuyas exposiciones más antiguas datan de 1700.[17]
- Asociación Artística Alta Austria: Asociación para la Promoción del Arte Contemporáneo, con una galería en el Ursulinenhof.
- Foro de Arquitectura de Alta Austria en la Casa de Arquitectura: exposiciones y conferencias, competiciones y desarrollos de proyectos.

### Festivales
- Stream Festival: Festival de música que se celebra en verano en Donaupark.[18]
- Crossing Europe Filmfestival: Festival de Cine que se desarrolla en 2004, hacia finales de abril, durante seis días.[19]
- Linzer Klangwolke[20]
- Linzer Pflasterspektakel: Festival de Arte de Calle. El festival se celebra todos los años desde 1986 en el centro de Linz e incluye presentaciones musicales, malabarismo, acrobacias, pantomimas, teatro improvisado, payasos, danza del fuego, pintura, desfiles de samba y programa infantil. Con cerca de 240.000 visitantes (2018), el festival es uno de los mayores festivales de arte de calle de Europa.[21]
- Festival Ars Electronica (y Prix Ars Electronica, un premio famoso y deseado en todo el mundo).
- International Brucknerfest[22]
- Bubble Days: espectáculos de deportes acuáticos y música en el puerto.[23]
- Donau in Flammen (Danubio en llamas).[24]
- NEXTCOMIC Festival
- Linzer Christkindlmärkte (Weihnachtsmärkte): mercados navideños en diciembre a Navidad.[25]
- Wein & Kunst (Vino y arte): festival de vino y cultura en el casco antiguo de Linz.

### Teatros
- Landestheater
- Theater Phönix
- Kellertheater
- Musiktheater (ópera)
- Theater in der Innenstadt

### Puntos turísticos de interés

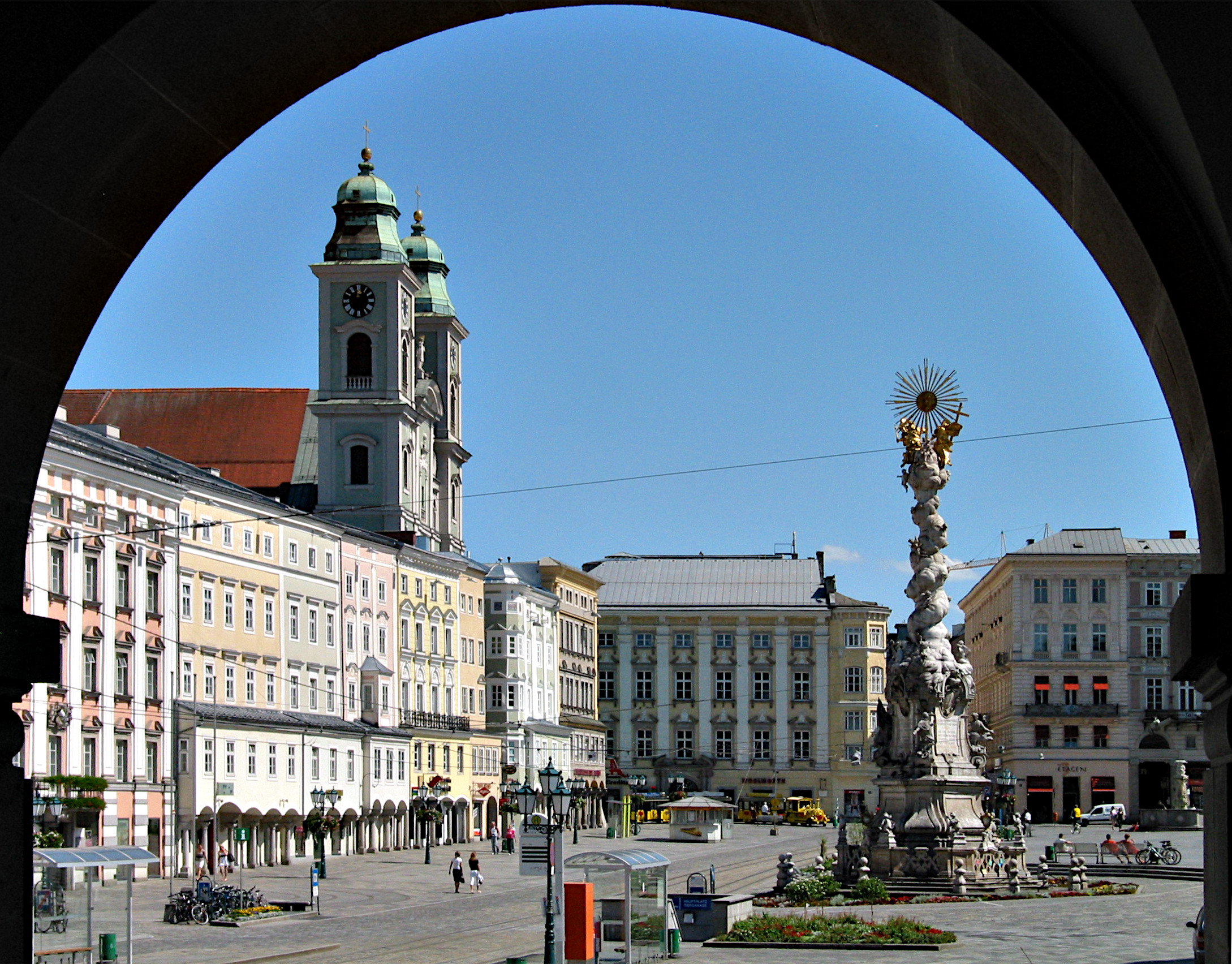
Plaza principal

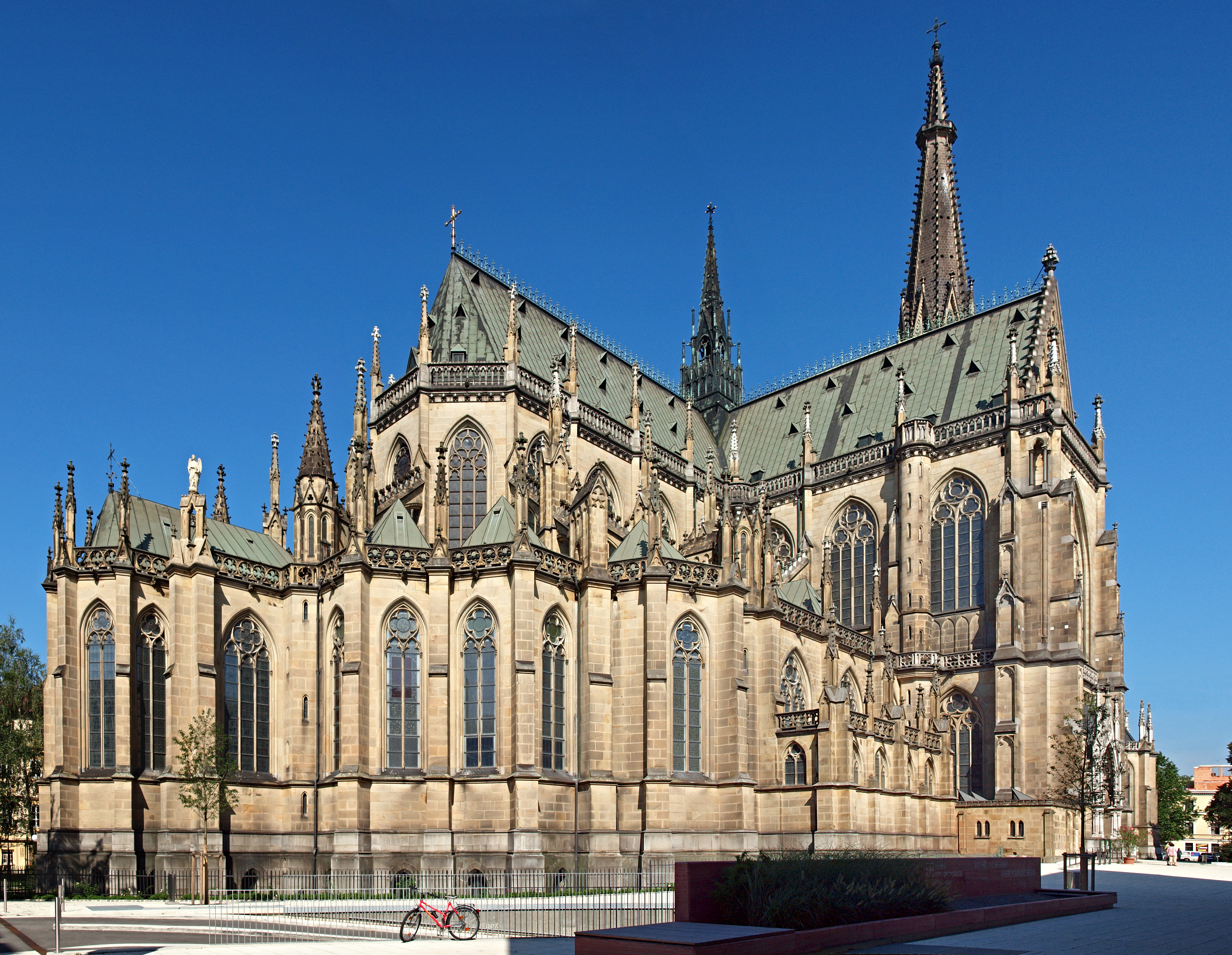
Nueva catedral de Linz

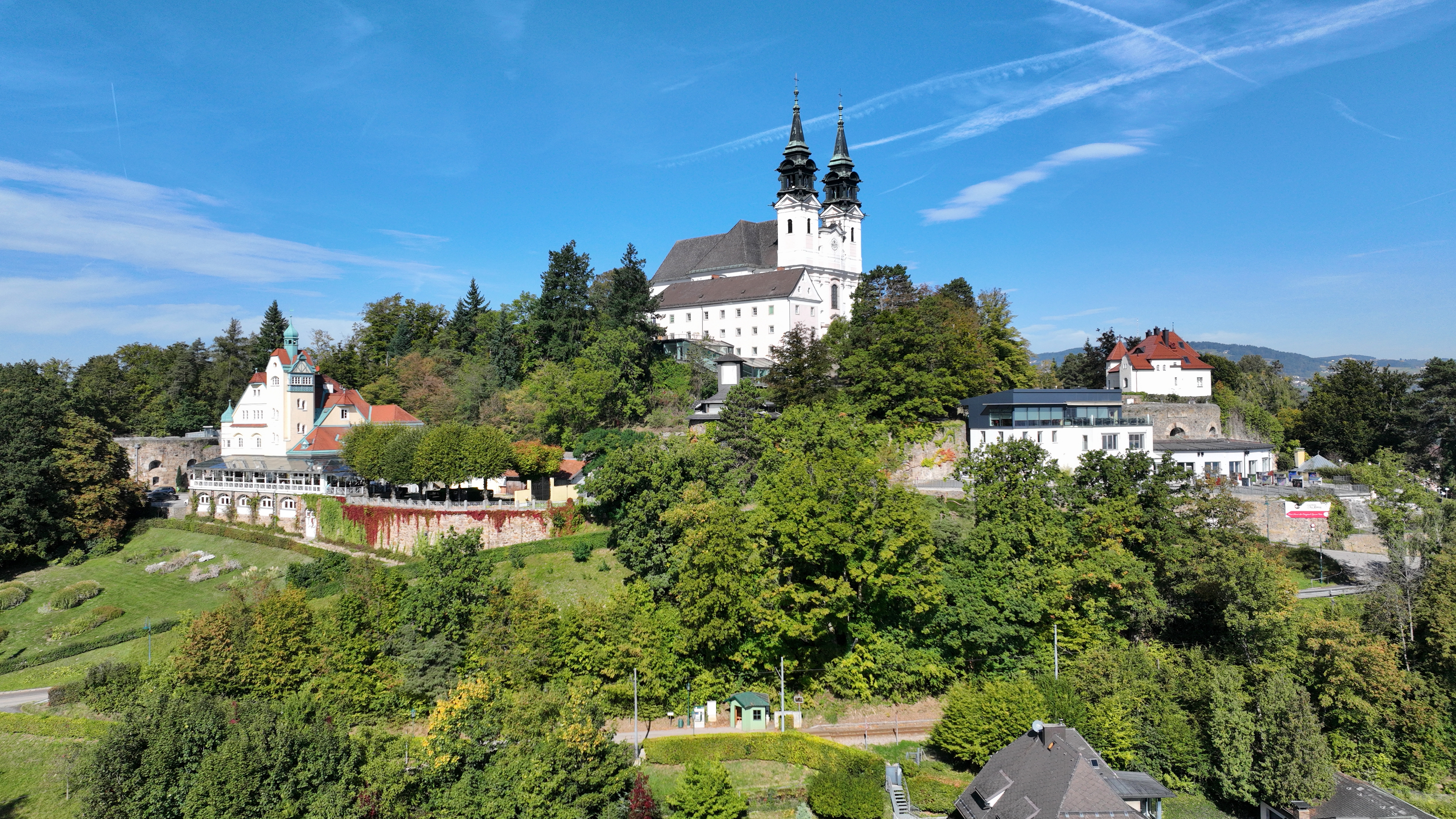
Pöstlingberg-Kirche

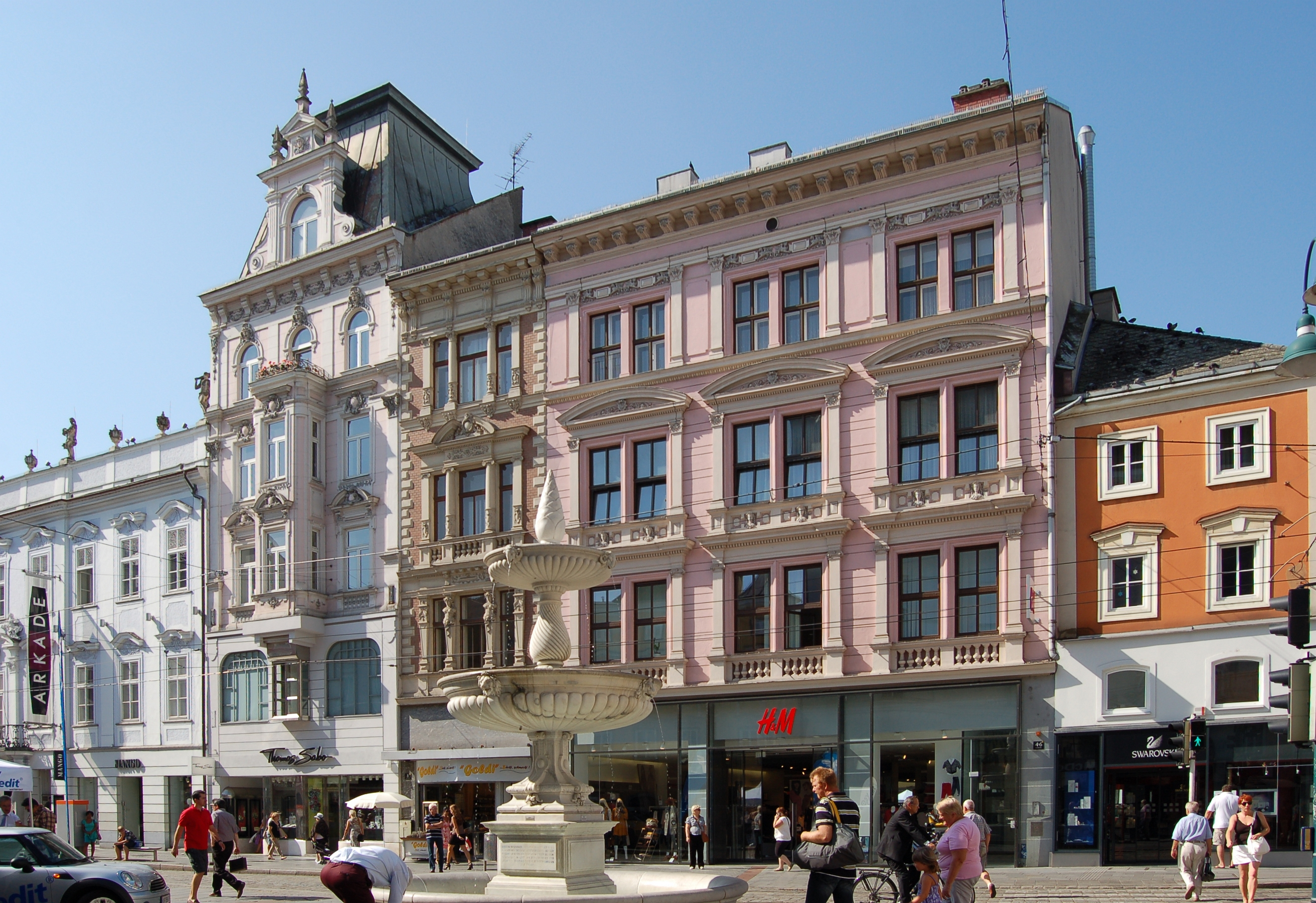
Taubenmarkt, Landstraße

La calle principal Landstraße (también de la principal calle comercial de la ciudad) lleva del Volksgarten a Taubenmarkt cerca de la plaza principal. 
La plaza principal o Hauptplatz (construida en 1230), con 13 200 m² de superficie, es una de las plazas más grandes de Europa. En medio de la plaza principal, la alta Pestsäule ('columna de la peste', también conocida como Dreifaltigkeitssäule o 'columna de la Santísima Trinidad') fue construida para conmemorar a las personas que murieron en las epidemias de peste. En torno a la plaza hay muchas casas históricamente significativas y de interés arquitectónico, como el antiguo ayuntamiento, la casa Feichtinger con sus campanas famosas —cuya melodía cambia dependiendo de la época—, la casa Kirchmayr, la casa Schmidtberger o la cabeza de puente, que alberga una parte de la Universidad de Arte de Linz.
Al oeste de la plaza principal está la ciudad vieja, con muchos edificios históricos, como las casas renacentistas y casas antiguas de la cara barroca.
Cerca del castillo, otrora residencia del emperador Federico III, se encuentra la iglesia de San Martín, una de las iglesias austriacas más antiguas, construido en época carolingia (la primera mención documental data del año 799). La puerta y las ventanas son románicas y góticas.
Otros puntos de interés (selección) incluyen:
- La catedral nueva, también conocida como la catedral de la Inmaculada Concepción, una catedral católica y la iglesia más grande de Austria.[28]
- La catedral antigua.
- La Mozarthaus, casa donde el famoso compositor Wolfgang Amadeus Mozart, originario de Salzburgo, compuso durante tres días en noviembre de 1783 la Sinfonía n.º 36 y la Sonata para piano n.º 13. Hoy se permite visitar el patio trasero.[29]
- La iglesia de Pöstlingberg, una iglesia de peregrinación en la colina de Pöstlingberg. La basílica es el marco de la ciudad y fue construida entre 1738 y 1774, ubicada a 537 m sobre el nivel del mar.
- El Pöstlingbergbahn, el ferrocarril de montaña más empinado del mundo, construido en 1898 y que funciona sin una rueda de engranaje (conexión funcional de rueda / ferrocarril: 10,5 % de inclinación).
- El Grottenbahn, un ferrocarril de cueva en el Pöstlingberg.
- El Brucknerhaus, la sala de conciertos y congresos ubicada en el Donaulände, que fue inaugurada por primera vez en 1973 y alberga el Brucknerfest desde 1974. Recibe su nombre del compositor Anton Bruckner. El moderno Concert Hall debe su acústica única al revestimiento de madera.
- El Gugl Stadion es la sede del LASK (Linzer Athletik Sport Klub), considerado el tercer club de fútbol más antiguo de Austria (fundado en 1899 como asociación deportiva).
- El Landestheater y el Musiktheater.
- La Kremsmünsterer Haus: ubicado en el Alter Markt, situado en el centro histórico de Linz, donde falleció el emperador Federico III.
- Landhaus, una casa de campo construida en el siglo XVI y la sede del gobernador, el Parlamento y el Gobierno de Alta Austria. Johannes Kepler enseñó aquí por más de catorce años.[30]

Otras atracciones populares incluyen los museos listados arriba, así como arquitectónicamente interesantes e iluminados por la noche (como el Ars Electronica Center o el Lentos Art Museum), la fábrica de tabaco, las tierras del Danubio, el puerto de Linz incluyendo Mural Harbor, el Voestalpine Stahlwelt o el Distrito de Urfahr. En las inmediaciones es el Pöstlingberg, desde el que también puede visitar la basílica de peregrinación barroca, el zoológico de Linz o el reinado de cuentos de hadas y enanos del Linzer Grottenbahn.

## Universidades

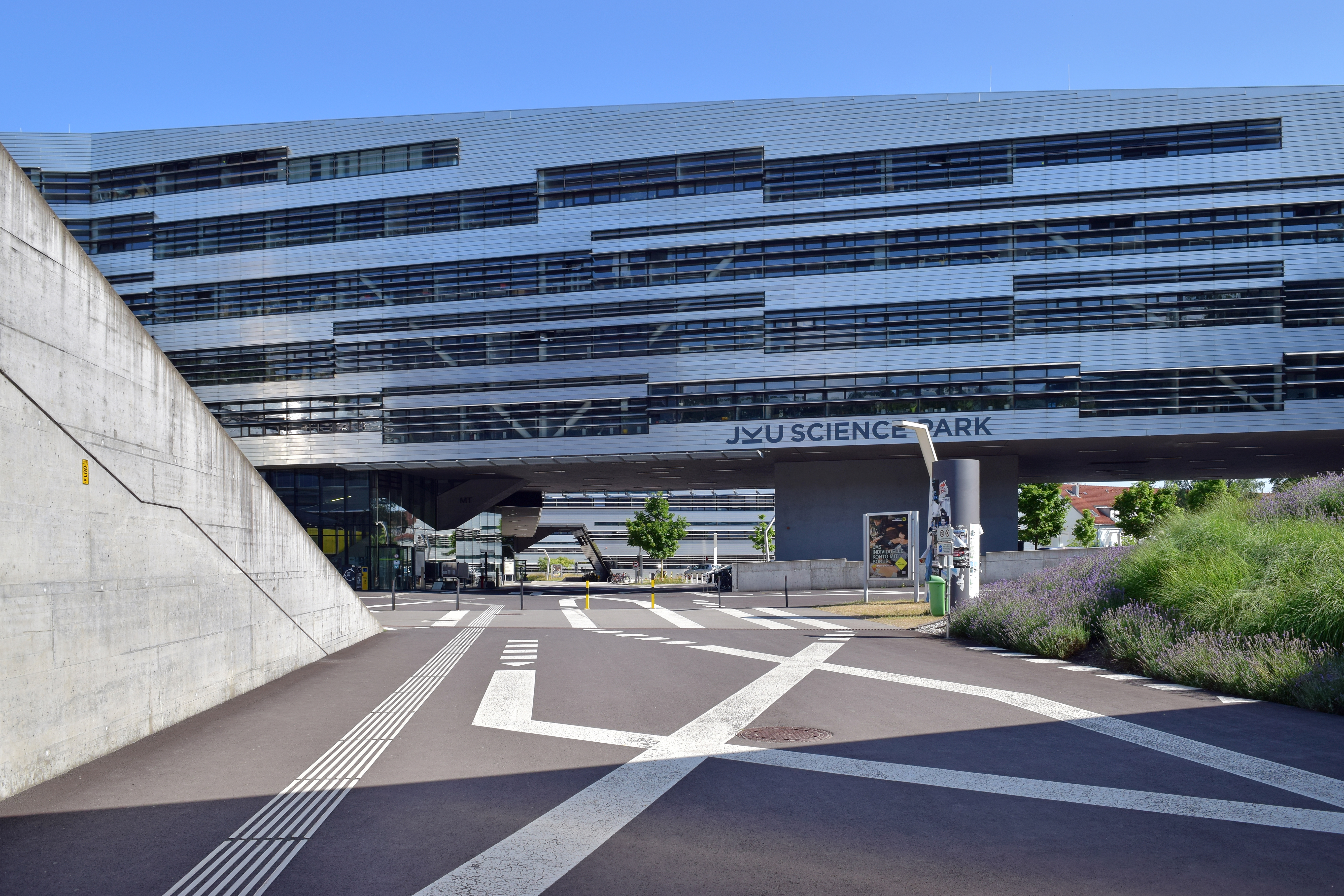
JKU

- JKULa Universidad Johannes Kepler de Linz (JKU)[31] está ubicada en el noreste de Linz y alberga facultades de Derecho, Economía, Ciencias Sociales, Medicina, Ingeniería y ciencias. Aproximadamente 24 000 alumnos están matriculados (2024).[32]
- Universidad de Arte y Diseño de Linz; 1328 alumnos (2016/2017).
- Fachhochschule Alta Austria, Campus Linz; 879 alumnos (2017/2018).
- Anton Bruckner universidad privada para música, teatro y danza; 871 alumnos (2017/2018).
- Alta escuela educativa de Alta Austria; en 3000 estudiantes.
- Alta escuela educativa de la diócesis de Linz.
- Universidad privada católica Linz; 341 alumnos (2017/2018).
- LIMAK Austrian Business School.
- KMU Akademie AG (Universidad de Middlesex, Londres).

## Transportes

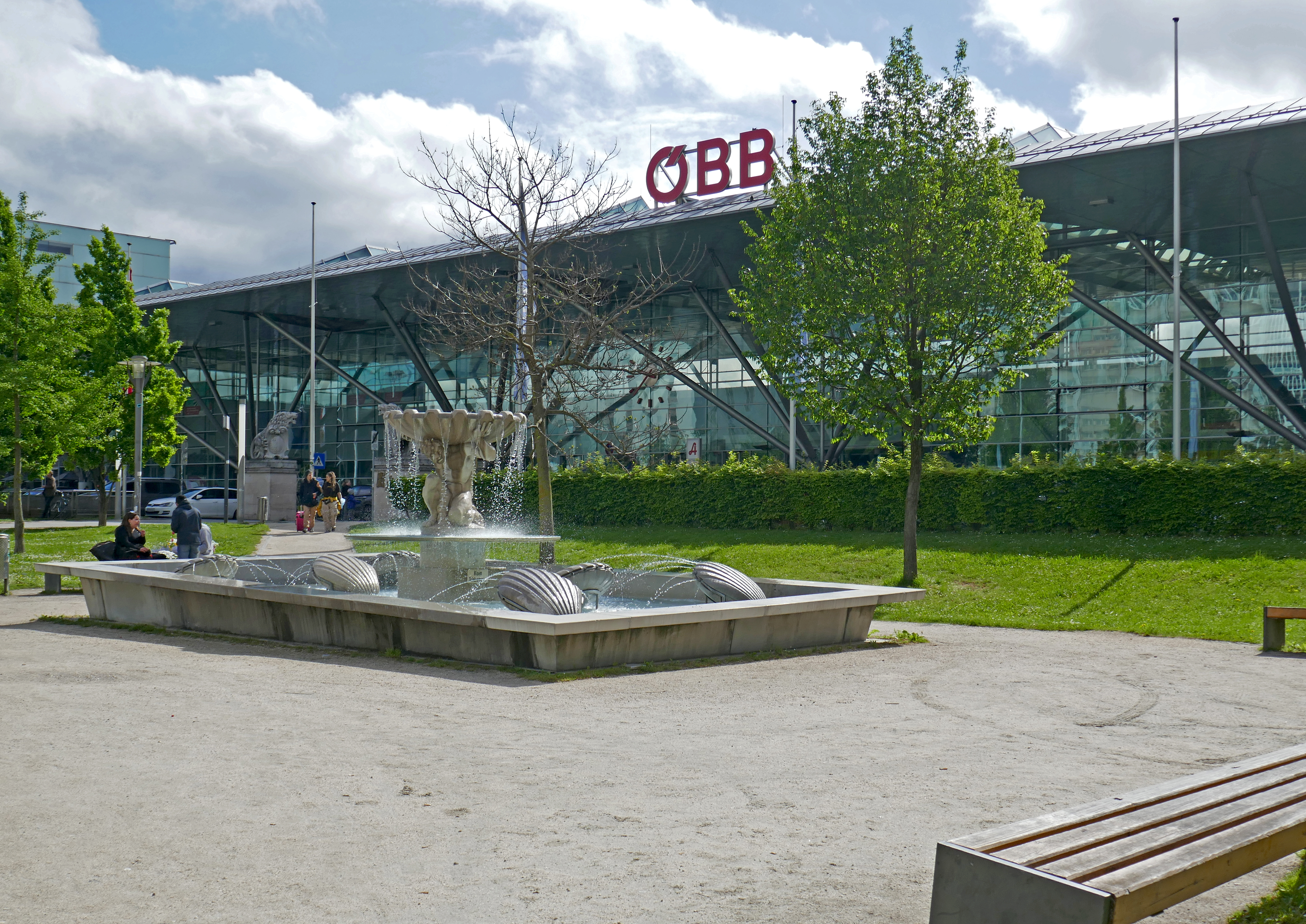
estación central

La ciudad tiene un aeropuerto. Además está conectada a la red de los ferrocarriles austriacos. Las principales líneas ferroviarias de la estación central de Linz son Viena-Linz-Salzburgo-Múnich o Innsbruck-Barcelona-Madrid, Linz-Wels-Passau y Linz-Leoben-Graz. Esta Hauptbahnhof fue premiada siete veces (de 2005 a 2011) por el Austrian Traffic Club como la estación de tren más bonita de Austria.
La ciudad tiene una moderna red de tranvías con nuevos vehículos Eurotram y, en parte, estaciones de metro alrededor de la estación principal de tren. También dispone de una moderna flota de autobuses.

## Deportes
| Equipo              | Deporte | Competición         | Estadio           | Creación |
| ------------------- | ------- | ------------------- | ----------------- | -------- |
| LASK Linz           | Fútbol  | Bundesliga          | Raiffeisen Arena  | 1908     |
| FC Blau-Weiß Linz   | Fútbol  | 2. Liga             | Donaupark stadion | 1997     |
| Union Edelweiß Linz | Fútbol  | Oberösterreich Liga | LINZ AG Arena     |          |
| ASKÖ Donau Linz     | Fútbol  | Oberösterreich Liga | LINZ AG Arena     | 1932     |

Hay 302 clubes deportivos en Linz. Un conocido club de hockey sobre hielo es EHC Liwest Linz. En 2007, Linz fue sede del Campeonato Mundial de Esquí acuático.
En la ciudad se lleva a cabo el torneo de tenis Torneo de Linz, que desde 1991 forma parte del WTA.